# Sergiusz Żymełka
Sergiusz Żymełka (ur. 10 kwietnia 1991 w Warszawie) – polski aktor.

## Życiorys
Ukończył gimnazjum nr 14 w Warszawie. Uczęszczał do 68 LO im. Tytusa Chałubińskiego. Studiował psychologię w biznesie w Wyższej Szkole Zarządzania i Prawa im. Heleny Chodkowskiej w Warszawie.

### Kariera
Na ekranie zadebiutował w 1996, podkładając głos Sammy’emu Parkerowi w serialu Szczęśliwy dzień. Potem zaczął grać w przedstawieniach Teatru Telewizji dla Dzieci.
Zdobył rozpoznawalność dzięki roli Filipa Kwiatkowskiego w serialu komediowym Polsatu Rodzina zastępcza (1999–2009). W 2001 zagrał Vlado Petricia, jednego z głównych bohaterów filmu Tam, gdzie żyją Eskimosi. Następnie zrezygnował z działalności aktorskiej i podjął studia, po czym zaczął pracować w Centralnym Ośrodku Informatyki w Warszawie.
Od 2015 roku okazjonalnie pojawia się w programach telewizyjnych, jako aktor drugoplanowy lub dubbingowy.

## Filmografia

### Filmy
- 1998: Złoto dezerterów jako synek Habera
- 2000: Egoiści jako chłopiec na torach
- 2001: Wtorek jako Patryk, syn Małgosi i Mańka
- 2002: Tam, gdzie żyją Eskimosi jako Vlado Petric
- 2002: Miss mokrego podkoszulka jako wnuczek Władysława
- 2019: Kobiety mafii 2 jako diler narkotyków

### Seriale
- 1999–2009: Rodzina zastępcza jako Filip Kwiatkowski
- 2001, 2004: Na dobre i na złe jako:
  - chłopiec u rehabilitanta (odc. 69 Zgubny zwyczaj)
  - jako Adam (odc. 190 Kozioł ofiarny)
- 2010: Na Wspólnej jako kolega „Rudej”
- 2015: Ojciec Mateusz jako Darek Szczepanek, brat Gai (odc. 185 Rave party)
- 2018: Barwy szczęścia jako student prawa, kandydat na współlokatora Oliwki i Kajtka (odc. 1862)

### Dubbing
- 1996: Szczęśliwy dzień jako Sammy Parker
- 1997-2001: Byle do przerwy jako Randall J. Weems
- 2001: Harry Potter i Kamień Filozoficzny jako Draco Malfoy
- 2001: Bambi jako Mały Bambi
- 2002: E.T. jako Elliot
- 2003: 101 dalmatyńczyków II. Londyńska przygoda (różne głosy)
- 2015-2018: Dragon Ball Super jako Buu

### Teatr telewizji
- 1998: Walizka jako Boguś
- 1998: Swoja jako Paweł
- 1998: Książę Chochlik
- 1999: Perły szczęścia nie dają jako Piotrek
- 1999: Lalek jako dziecko
- 1999: Dwustu służących i śnieg jako Mikey
- 2000: Stół jako Marcin
- 2001: Noc czerwcowa
- 2001: Beatryks Cenci jako Azo Cenci
- 2002: Smutne miasteczko

## Programy telewizyjne
- 2005: Rozmowy w toku (TVN) – uczestnik programu (odcinek poświęcony dziecięcym gwiazdom)
- 2020: Projekt Lady (TVN) – przeprowadził rekrutację dziewcząt do firmy